# Jõhvi
Jõhvi (ryska: Йыхви, tyska: Jewe) är en stad i Ida-Virumaa i nordöstra Estland. Staden är centralort i Ida-Virumaa och Jõhvi kommun. Jõhvi hade 10 482 invånare vid folkräkningen år 2021, på en yta av 7,56 km². Cirka 55 procent av stadens invånare är ryssar.